# Kung Ai av Zhou
Kung Ai av Zhou, var en kinesisk monark. Han var kung av Zhoudynastin 441 f.Kr.